# Diocesi di Amos
La diocesi di Amos (in latino Dioecesis Amosensis) è una sede della Chiesa cattolica in Canada suffraganea dell'arcidiocesi di Gatineau. Nel 2022 contava 88.775 battezzati su 108.780 abitanti. È retto dal vescovo Joseph Ferdinand Guy Boulanger.

## Territorio
La diocesi comprende parte della regione di Abitibi-Témiscamingue e la parte meridionale di quella del Nord-du-Québec, in Canada.
Sede vescovile è la città di Amos, dove si trova la cattedrale di Santa Teresa d'Avila.
Il territorio si estende su 127.237 km² ed è suddiviso in 53 parrocchie.

## Storia
La diocesi è stata eretta il 3 dicembre 1938 con la bolla Christifidelium bonum di papa Pio XI, ricavandone il territorio dalla diocesi di Haileybury (oggi diocesi di Timmins).
Originariamente suffraganea dell'arcidiocesi di Québec, il 31 ottobre 1990 è entrata a far parte della provincia ecclesiastica di Gatineau.
Il 31 maggio 2007 a seguito di una riorganizzazione territoriale, la diocesi ha incorporato parte dei territori delle diocesi di Moosonee (oggi diocesi di Hearst-Moosonee) e di Labrador City-Schefferville (quest'ultima contestualmente soppressa) e ha ceduto parte del suo precedente territorio alle diocesi di Chicoutimi, di Joliette e di Trois-Rivières.
Dal 16 settembre 2023 è unita in persona episcopi alla diocesi di Rouyn-Noranda.

## Cronotassi dei vescovi
Si omettono i periodi di sede vacante non superiori ai 2 anni o non storicamente accertati.
- Joseph Louis Aldée Desmarais † (22 giugno 1939 - 31 ottobre 1968 ritirato[1])
- Gaston Hains † (31 ottobre 1968 succeduto - 19 aprile 1978 dimesso)
- Gérard Drainville † (19 aprile 1978 - 3 maggio 2004 dimesso)
- Eugène Tremblay (3 maggio 2004 - 22 febbraio 2011 ritirato)
- Gilles Lemay (22 febbraio 2011 - 16 settembre 2023 ritirato)
- Joseph Ferdinand Guy Boulanger, dal 16 settembre 2023

## Statistiche
La diocesi nel 2022 su una popolazione di 108.780 persone contava 88.775 battezzati, corrispondenti all'81,6% del totale.
| anno | popolazione | popolazione | popolazione | presbiteri | presbiteri | presbiteri | presbiteri                | diaconi | religiosi | religiosi | parrocchie |
| anno | battezzati  | totale      | %           | numero     | secolari   | regolari   | battezzati per presbitero | diaconi | uomini    | donne     | parrocchie |
| ---- | ----------- | ----------- | ----------- | ---------- | ---------- | ---------- | ------------------------- | ------- | --------- | --------- | ---------- |
| 1950 | 64.767      | 66.998      | 96,7        | 120        | 111        | 9          | 539                       |         | 40        | 260       | 65         |
| 1959 | 75.666      | 78.775      | 96,1        | 148        | 128        | 20         | 511                       |         | 15        | 30        | 74         |
| 1966 | 91.501      | 93.591      | 97,8        | 165        | 138        | 27         | 554                       |         | 50        | 517       | 77         |
| 1970 | 92.066      | 95.966      | 95,9        | 92         | 59         | 33         | 1.000                     |         | 83        | 450       | 78         |
| 1976 | 101.817     | 106.629     | 95,5        | 104        | 73         | 31         | 979                       |         | 55        | 315       | 78         |
| 1980 | 107.148     | 111.158     | 96,4        | 85         | 61         | 24         | 1.260                     |         | 47        | 328       | 77         |
| 1990 | 108.310     | 113.618     | 95,3        | 66         | 42         | 24         | 1.641                     |         | 37        | 208       | 68         |
| 1999 | 100.413     | 106.601     | 94,2        | 54         | 33         | 21         | 1.859                     | 1       | 35        | 135       | 63         |
| 2000 | 99.142      | 105.608     | 93,9        | 59         | 36         | 23         | 1.680                     | 1       | 35        | 134       | 63         |
| 2001 | 96.004      | 102.606     | 93,6        | 51         | 29         | 22         | 1.882                     |         | 36        | 112       | 59         |
| 2002 | 94.452      | 100.726     | 93,8        | 46         | 24         | 22         | 2.053                     |         | 36        | 109       | 59         |
| 2003 | 93.983      | 99.780      | 94,2        | 45         | 23         | 22         | 2.088                     |         | 35        | 98        | 52         |
| 2004 | 93.413      | 99.474      | 93,9        | 42         | 24         | 18         | 2.224                     |         | 27        | 99        | 58         |
| 2006 | 92.442      | 98.679      | 93,7        | 39         | 21         | 18         | 2.370                     |         | 25        | 90        | 56         |
| 2012 | 91.600      | 114.900     | 79,7        | 33         | 18         | 15         | 2.775                     |         | 17        | 62        | 53         |
| 2015 | 85.256      | 106.353     | 80,2        | 26         | 20         | 6          | 3.279                     | 1       | 9         | 48        | 53         |
| 2018 | 76.497      | 106.965     | 71,5        | 30         | 23         | 7          | 2.549                     | 1       | 7         | 35        | 53         |
| 2020 | 82.223      | 112.247     | 73,3        | 25         | 23         | 2          | 3.288                     | 1       | 2         | 29        | 53         |
| 2022 | 88.775      | 108.780     | 81,6        | 21         | 20         | 1          | 4.227                     | 4       | 1         | 11        | 53         |